# Peuraha-ui yeon-in
Peuraha-ui yeon-in (프라하의 연인?, lett. "Gli amanti di Praga"; titolo internazionale Lovers in Prague) è una serie televisiva sudcoreana trasmessa su SBS dal 24 settembre al 20 novembre 2005. È la seconda delle serie della trilogia Lovers, preceduta da Pari-ui yeon-in nel 2004 e seguita da Yeon-in nel 2006.

## Trama
La figlia del Presidente, Yoon Jae-hee, è una diplomatica coreana a Praga, Repubblica Ceca, appena ripresasi dalla rottura, avvenuta cinque anni prima, con Ji Young-woo, il figlio di un importante uomo d'affari. Un giorno incontra Choi Sang-hyun, un detective arrivato a Praga alla ricerca della fidanzata Kang Hye-joo, che lo ha appena lasciato con una telefonata. Sang-hyun e Jae-hee diventano amici e poi s'innamorano, ma, quando tornano in Corea, i rispettivi ex e il diverso ceto sociale mettono alla prova il loro amore.

## Personaggi
- Yoon Jae-hee, interpretata da Jeon Do-yeon.
- Choi Sang-hyun, interpretato da Kim Joo-hyuk.
- Ji Young-woo, interpretato da Kim Min-joon.
- Kang Hye-joo, interpretata da Yoon Se-ah.
- Yoon Jung-han, interpretato da Lee Jung-gil.
- Yoon Gun-hee, interpretato da Jang Geun-suk.
- Ji Kyung-hwan, interpretato da Jung Dong-hwan.
- Ahn Dong-nam, interpretato da Ha Jung-woo.
- Suh Yoon-kyu, interpretato da Yoon Young-joon.
- Hwang Dal-ho, interpretato da Kim Seung-wook.
- Shin Kwang-ja, interpretata da Kim Na-woon.
- Ji Seung-woo, interpretato da Andy Lee.
- Jung Yeon-soo, interpretata da Kwak Ji-min.
- Signora Young, interpretata da Park Jae-min.
- Studente, interpretato da Won Duk-hyun.
- Studentessa, interpretata da Shim Eun-kyung.
- Studentessa, interpretata da Eunjung.

## Ascolti
| Episodio | Data di trasmissione | Dati TNMS           | Dati TNMS                  |
| Episodio | Data di trasmissione | A livello nazionale | Area metropolitana di Seul |
| -------- | -------------------- | ------------------- | -------------------------- |
| 1        | 24 settembre 2005    | 20,7%               | 22,6%                      |
| 2        | 25 settembre 2005    | 20,2%               | 22,2%                      |
| 3        | 1 ottobre 2005       | 20,8%               | 22,1%                      |
| 4        | 2 ottobre 2005       | 22,2%               | 22,3%                      |
| 5        | 8 ottobre 2005       | 25,6%               | 27,7%                      |
| 6        | 9 ottobre 2005       | 27,8%               | 30,4%                      |
| 7        | 15 ottobre 2005      | 27,9%               | 29,3%                      |
| 8        | 16 ottobre 2005      | 28,5%               | 30,3%                      |
| 9        | 22 ottobre 2005      | 27,1%               | 28,3%                      |
| 10       | 23 ottobre 2005      | 29,2%               | 31,0%                      |
| 11       | 29 ottobre 2005      | 27,7%               | 28,7%                      |
| 12       | 30 ottobre 2005      | 30,2%               | 31,3%                      |
| 13       | 5 novembre 2005      | 27,5%               | 28,3%                      |
| 14       | 6 novembre 2005      | 26,8%               | 27,6%                      |
| 15       | 12 novembre 2005     | 28,8%               | 31,7%                      |
| 16       | 13 novembre 2005     | 27,7%               | 28,9%                      |
| 17       | 19 novembre 2005     | 26,3%               | 27,9%                      |
| 18       | 20 novembre 2005     | 31,0%               | 32,6%                      |
| Media    | Media                | 26,1%               | 27,9%                      |

## Colonna sonora
Disco 1
1. A Miracle Like You (기적같은 너) – Kim Shi-jin
2. 이번만큼은 – Im Jae-bum
3. After the Pain is Gone (아픔이 사라진후) – Yoon Mi-rae
4. One Love (단 하나의 사랑) – Yoo Hae-jun
5. Lovers in Prague (프라하의 연인) – Kim Shi-jin
6. Sunflower (해바라기) – Jo Gyu-man
7. Sad Lie (슬픈 거짓말) – Kim Shi-jin
8. Your Smile (그대미소) – Park Hak-gi
9. Once – Baran
10. You... (너를…) – Yeon-woo
11. 그대 곁에 있음을 – Kim Dong-wook
12. Prague Reminiscence – Im Jae-bum

Disco 2
1. Lovers in Prague (프라하의 연인들)
2. 까렐교의 사랑
3. Wenceslas Square (바츨라프 광장)
4. Another Destiny (또 다른 인연)
5. The Pain Stayed in Place (아픔이 머문 자리에)
6. Glow (노을)
7. At Prague Castle (프라하성에서)
8. Muluju Te (I Love You) (Muluju Te (당신을 사랑합니다))
9. Praha For Lovers
10. A Happy Smile (행복의 미소)
11. Teardrop (눈물)
12. Marathon (마라톤)
13. Praha For Lovers With Guitar

## Riconoscimenti
| Anno | Premio               | Categoria                                          | Ricevente    | Risultato       |
| ---- | -------------------- | -------------------------------------------------- | ------------ | --------------- |
| 2005 | SBS Drama Awards     | Gran premio                                        | Jeon Do-yeon | Vincitore/trice |
| 2005 | SBS Drama Awards     | Premio alla massima eccellenza, attore             | Kim Joo-hyuk | Vincitore/trice |
| 2005 | SBS Drama Awards     | Premio alla massima eccellenza, attrice            | Jeon Do-yeon | Candidato/a     |
| 2005 | SBS Drama Awards     | Premio all'eccellenza, attore in un drama speciale | Kim Joo-hyuk | Candidato/a     |
| 2005 | SBS Drama Awards     | Migliori dieci stelle                              | Jeon Do-yeon | Vincitore/trice |
| 2005 | SBS Drama Awards     | Migliori dieci stelle                              | Kim Joo-hyuk | Vincitore/trice |
| 2005 | SBS Drama Awards     | Premio nuova stella                                | Yoon Se-ah   | Vincitore/trice |
| 2006 | Baeksang Arts Awards | Miglior attore (TV)                                | Kim Joo-hyuk | Vincitore/trice |

## Distribuzioni internazionali
| Paese     | Canale/i | Prima TV                       | Titolo adottato |
| --------- | -------- | ------------------------------ | --------------- |
| Taiwan    | GTV      | 5 maggio-12 giugno 2006        | 布拉格戀人      |
| Hong Kong | TVB Jade | 15 dicembre 2007-3 maggio 2008 | 布拉格戀人      |
| Giappone  |          |                                | プラハの恋人    |